# گوردون نات
گوردون نات (انگلیسی: Gordon Nutt; ۸ نوامبر ۱۹۳۲ – ۲۵ فوریهٔ ۲۰۱۴) بازیکن فوتبال اهل بریتانیا بود.
از باشگاه‌هایی که در آن بازی کرده‌است می‌توان به باشگاه فوتبال آرسنال، باشگاه فوتبال کاردیف سیتی، باشگاه فوتبال کاونتری سیتی، باشگاه فوتبال ساوتند یونایتد، و باشگاه فوتبال پی‌اس‌وی آیندهوون اشاره کرد.